# Vijay Deverakonda
Vijay Deverakonda (Haiderabad, 9 mei 1989), is een Indiaas acteur die met name in de Telugu filmindustrie actief is.

## Biografie
Deverakonda startte zijn carrière met een rol in Nuvvila (2011). In 2016 was hij als hoofdrolspeler te zien in Pelli Choopulu. Hij vergaarde naamsbekendheid binnen de Telugu filmindustrie met films als Arjun Reddy (2017), Mahanati (2018), Geetha Govindam (2018), Taxiwaala (2018) en Dear Comrade (2019). Zijn acteerwerk in Arjun Reddy leverde hem verschillende onderscheidingen op. 
Naast zijn acteercarrière is hij eigenaar van filmproductiehuis King of the Hill Entertainment, heeft hij een eigen kledinglijn genaamd Rowdy Wear en runt de non-profit organisatie The Deverakonda Foundation. Hij heeft nog een jongere broer, acteur Anand Deverakonda.

## Filmografie
| Jaar | Film                    | Rol                                | Opmerking                   |
| ---- | ----------------------- | ---------------------------------- | --------------------------- |
| 2011 | Nuvvila                 | Vishnu                             |                             |
| 2012 | Life Is Beautiful       | Ajay                               |                             |
| 2015 | Yevade Subramanyam      | Rishi                              |                             |
| 2016 | Pelli Choopulu          | Prashanth                          |                             |
| 2017 | Dwaraka                 | Erra Srinu/ Sri Krishnananda Swamy |                             |
| 2017 | Arjun Reddy             | Dr. Arjun Reddy Deshmukh           |                             |
| 2018 | Ye Mantram Vesave       | Nikhil                             |                             |
| 2018 | Mahanati                | Vijay Anthony                      |                             |
| 2018 | Geetha Govindam         | Vijay Govind                       | ook zanger "What the Life"  |
| 2018 | NOTA                    | Varun Subramanyam                  | Telugu/ Tamil film          |
| 2018 | Ee Nagaraniki Emaindhi  | zichzelf                           | gastoptreden                |
| 2018 | Taxiwaala               | Shiva                              |                             |
| 2019 | Dear Comrade            | Chaitanya Krishnan                 | ook zanger "Comrade Anthem" |
| 2019 | Meeku Maathrame Cheptha | zichzelf                           | gastoptreden, ook producent |
| 2020 | World Famous Lover      | Gautham/ Seenayya                  |                             |
| 2021 | Jathi Ratnalu           | man in blauw shirt                 | cameo                       |
| 2022 | Liger                   | Liger                              | Hindi/ Telugu film          |
| 2023 | Kushi                   | Lenin Viplav                       |                             |
| 2024 | The Family Star         | Govardhan                          |                             |
| 2024 | Kalki 2898 AD           | Arjuna                             | gastoptreden                |
| 2025 | Kingdom                 | Surya                              |                             |